# Ophion buchariensis
Ophion buchariensis är en stekelart som beskrevs av Meyer 1929. Ophion buchariensis ingår i släktet Ophion och familjen brokparasitsteklar. Inga underarter finns listade i Catalogue of Life.